# Nosači zrakoplova klase Essex
Klasa Essex je bila klasa nosača zrakoplova Američke ratne mornarice. Essex je najbrojnija klasa teških ratnih brodova u 20. stoljeću s 24 izgrađena broda u verzijama "short-hull" i "long-hull". Ukupno su naručena 32 nosača, ali šest ih je otkazano prije početka gradnje, dok dva su otkazana tijekom gradnje. Nosači klase Essex su bili kralježnica američke pomorske moći tijekom Drugog svjetskog rata. Nasljedila ih je klasa Midway, a klasa Essex je ostala u službi sve do pojave super nosača koji su počeli ulaziti u operativnu službu tijekom 1960-ih i 1970-ih.

## Razvoj
Nakon poništavanja dogovora o razoružavanju od strane Japana 1936. godine, SAD su dobile realističan izgled američke pomorske snage. Zato je 17. svibnja 1938. odobren razvoj nosača zrakoplova deplasmana od 40.000 tona. Odobrena je izgradnja USS Hornet (CV-8) i USS Essex (CV-9) koji je postao prvi brod u novoj klasi.
USS Essex (CV-9) je bio prototip nosača zrakoplova standardnog deplasmana 27.000 tona, što je znatno više od nosača USS Enterprise (CV-6) ali ipak manje od USS Saratoga (CV-3) čija je kobilica položena i izgrađena kao oklopni krstaš ali je dovršen kao nosač zrakoplova. Novi nosači trebali su postati dio Essex klase nosača iako je ova klasifikacija prihvaćena tek 1950-ih. Dana 9. rujna 2940. naručeno je još osam novih nosača zrakoplova: USS Hornet (CV-12), USS Franklin (CV-13), USS Ticonderoga (CV-14), USS Randolph (CV-15), USS Lexington (CV-16), USS Bunker Hill (CV-17), USS Wasp (CV-18) i USS Hancock (CV-19). Zadnja dva od originalno 13 originalno dizajniranih nosača zrakoplova klase CV-9, USS Bennington (CV-20) i USS Boxer (CV-21) su naručeni 15. prosinca 1941. godine. 
Lexington, Wasp, Hornet i Yorktown su bili preimenovani tijekom izgradnje u skladu s mornaričkom tradicijom da neki od novih brodova nose imena od svojih prethodnika koji su potopljeni u bitkama tijekom 1942. godine. Od originalno 13 naručenih brodova klase Essex, četiri (Ticonderoga, Randolph, Hancock i Boxer) su bili izmijenjeni tijekom konstruiranja kao dio projekta "long hull" s produženim pramcem kako bi se dobilo mjesta za dodatno protuzrakoplovno naoružanje.
Dodatnih devetnaest brodova kalse Essex je bilo naručeno ili planirano, počevši od 10 naručenih 7. kolovoza 1942. Samo dva, USS Bon Homme Richard (CV-31) i USS Oriskany (CV-34) su građeni kao "short hull" Essex klasa. Ostali su postali dio Essexove podklase nazvane Ticonderoga ili samo "long hull" brodovi.
USS Lexington (CV-16) je bio originalno nazvan Cabot, ali je tijekom izgradnje bio preimenovan zato što je originalni USS Lexington (CV-2) bio potopljen u Bitci kod Koraljnog mora u svibnju 1942. CV-16 je primljen u službu 17. veljače 1943. USS Yorktown (CV-10) je originalno nazvan Bon Homme Richard, ali je naknadno preimenovan zato što je originalni USS Yorktown (CV-5) potopljen u pomorskoj bitci kod Midwaya 7. srpnja 1942. godine. USS Wasp (CV-18) je preimenovan iz Oriskany nakon što je originalni USS Wasp (CV-7) potonuo u rujnu 1942. u južnom dijelu Tihog oceana dok je pratio vojni konvoj do otoka Guadalcanal i USS Hornet (CV-12) je preimenovan iz imena Kearsarge nakon što je originalni USS Hornet (CV-8) izgubljen u listopadu 1942. u bitci kod otočja Santa Cruz. Imena USS Ticonderoga (CV-14) i USS Hancock (CV-19) su zamijenjena dok su brodovi bili u izgradnji. Osiguravajuća kuća John Hancock je nudio vezani ugovor da će povećati svotu novca uloženog u brod Hancock ako će ime biti korišteno za nosača koji se gradi u Massachusettsu gdje je i sjedištu te kompanije.
Tijekom Drugog svjetskog rata i do njegovog završetka američka ratna mornarica je naručila 32 nosača zrakoplova klase Essex i podklase Ticonderoga od kojih su za 26 položene kobilice, a 24 su ušli u službu.

## Brodovi u klasi
| Naziv broda                   | Kobilica položena | Porinut        | Primljen u službu | Povučen iz službe | Sudbina                        |
| ----------------------------- | ----------------- | -------------- | ----------------- | ----------------- | ------------------------------ |
| USS Essex (CV-9)              | travanj 1941.     | srpanj 1942.   | prosinac 1942.    | lipanj 1969.      | Staro željezo (lipanj 1975.)   |
| USS Yorktown (CV-10)          | prosinac 1941.    | siječanj 1943. | travanj 1943.     | lipanj 1970.      | Muzejski brod (listopad 1975.) |
| USS Intrepid (CV-11)          | prosinac 1941.    | travanj 1943.  | kolovoz 1943.     | ožujak 1974.      | Muzejski brod (kolovoz 1982.)  |
| USS Hornet (CV-12)            | kolovoz 1942.     | kolovoz 1943.  | studeni 1943.     | lipanj 1970.      | Muzejski brod (srpanj 1989.)   |
| USS Franklin (CV-13)          | prosinac 1942.    | listopad 1943. | siječanj 1944.    | veljača 1947.     | Staro željezo (kolovoz 1966.)  |
| USS Ticonderoga (CV-14)       | veljača 1943.     | veljača 1944.  | svibanj 1944.     | rujan 1973.       | Staro željezo (rujan 1975.)    |
| USS Randolph (CV-15)          | svibanj 1943.     | lipanj 1944.   | listopad 1944.    | veljača 1969.     | Staro željezo (svibanj 1975.)  |
| USS Lexington (CV-16)         | srpanj 1941.      | rujan 1942.    | veljača 1943.     | studeni 1991.     | Muzejski brod (lipanj 1992.)   |
| USS Bunker Hill (CV-17)       | rujan 1941.       | prosinac 1942. | Svibnja 1943.     | siječanj 1947.    | Staro željezo (svibanj 1973.)  |
| USS Wasp (CV-18)              | ožujak 1942.      | kolovoz 1943.  | studeni 1943.     | srpanj 1972.      | Staro željezo (svibanj 1973.)  |
| USS Hancock (CV-19)           | siječanj 1943.    | siječanj 1944. | travanj 1944.     | siječanj 1976.    | Staro željezo (rujan 1976.)    |
| USS Bennington (CV-20)        | prosinac 1942.    | veljača 1944.  | kolovoz 1944.     | siječanj 1970.    | Staro željezo (siječanj 1994.) |
| USS Boxer (CV-21)             | rujan 1943.       | prosinac 1944. | travanj 1945.     | prosinac 1969.    | Staro željezo (veljača 1971.)  |
| USS Bon Homme Richard (CV-31) | veljača 1943.     | travanj 1944.  | studeni 1944.     | srpanj 1971.      | Staro željezo (ožujak 1992.)   |
| USS Leyte (CV-32)             | veljača 1944.     | kolovoz 1945.  | travanj 1946.     | svibanj 1959.     | Staro željezo (ožujak 1970.)   |
| USS Kearsarge (CV-33)         | ožujak 1944.      | svibanj 1945.  | ožujak 1946.      | veljača 1970.     | Staro željezo (rujan 1970.)    |
| USS Oriskany (CV-34)          | svibanj 1944.     | listopad 1945. | rujan 1950.       | rujan 1976.       | Probušen trup (svibanj 2006.)  |
| USS Antietam (CV-36)          | ožujak 1943.      | kolovoz 1944.  | siječanj 1945.    | svibanj 1963.     | Staro željezo (veljača 1974.)  |
| USS Princeton (CV-37)         | rujan 1943.       | srpanj 1945.   | studeni 1945.     | siječanj 1970.    | Staro željezo (svibanj 1971.)  |
| USS Shangri-La (CV-38)        | siječanj 1943.    | veljača 1944.  | rujan 1944.       | srpanj 1971.      | Staro željezo (kolovoz 1988.)  |
| USS Lake Champlain (CV-39)    | ožujak 1943.      | studeni 1944.  | lipanj 1945.      | svibanj 1966.     | Staro željezo (travanj 1972.)  |
| USS Tarawa (CV-40)            | ožujak 1943.      | svibanj 1945.  | studeni 1945.     | lipanj 1967.      | Staro željezo (listopad 1968.) |
| USS Valley Forge (CV-45)      | rujan 1944.       | studeni 1945.  | studeni 1946.     | siječanj 1970.    | Staro željezo (listopad 1971.) |
| USS Philippine Sea (CV-47)    | kolovoz 1944.     | rujan 1945.    | svibanj 1946.     | prosinac 1958.    | Staro željezo (ožujak 1971.)   |

### Zajednički poslužitelj
|  | Zajednički poslužitelj ima stranicu o temi Essex class aircraft carriers    |
|  | Zajednički poslužitelj ima još gradiva o temi Essex class aircraft carriers |